# ال‌جی رومور
ال‌جی رومور (به انگلیسی: LG Rumor (LX260))، یک‌نمونه از گوشی‌های تلفن همراه سری یوام‌تی‌اس/دابلیوسی‌دی‌ام‌آ (به انگلیسی: UMTS/WCDMA (U)) شرکت ال‌جی الکترونیکس می‌باشد که توسط همین شرکت به بازار عرضه شده‌است. 

## نگارخانه

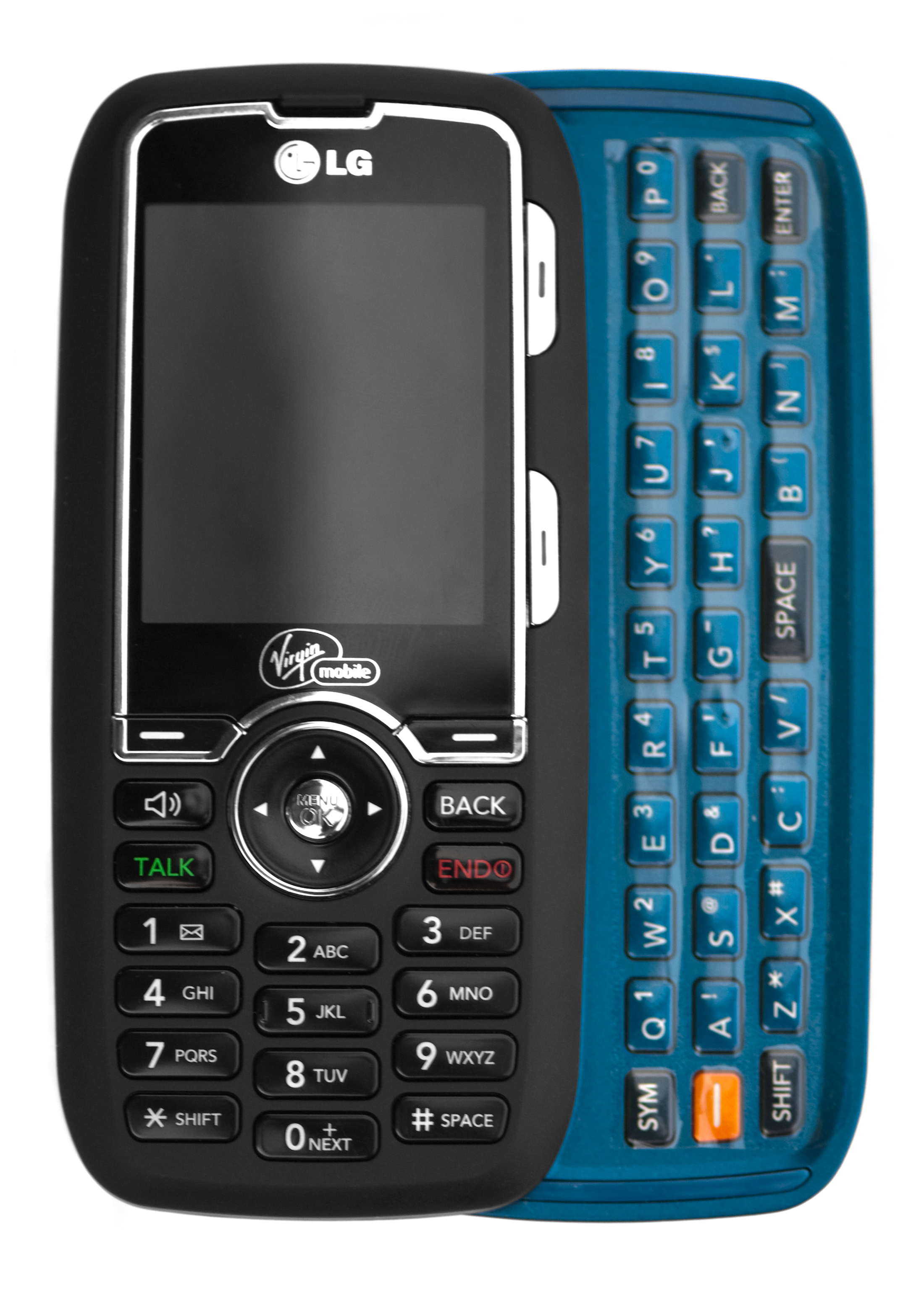
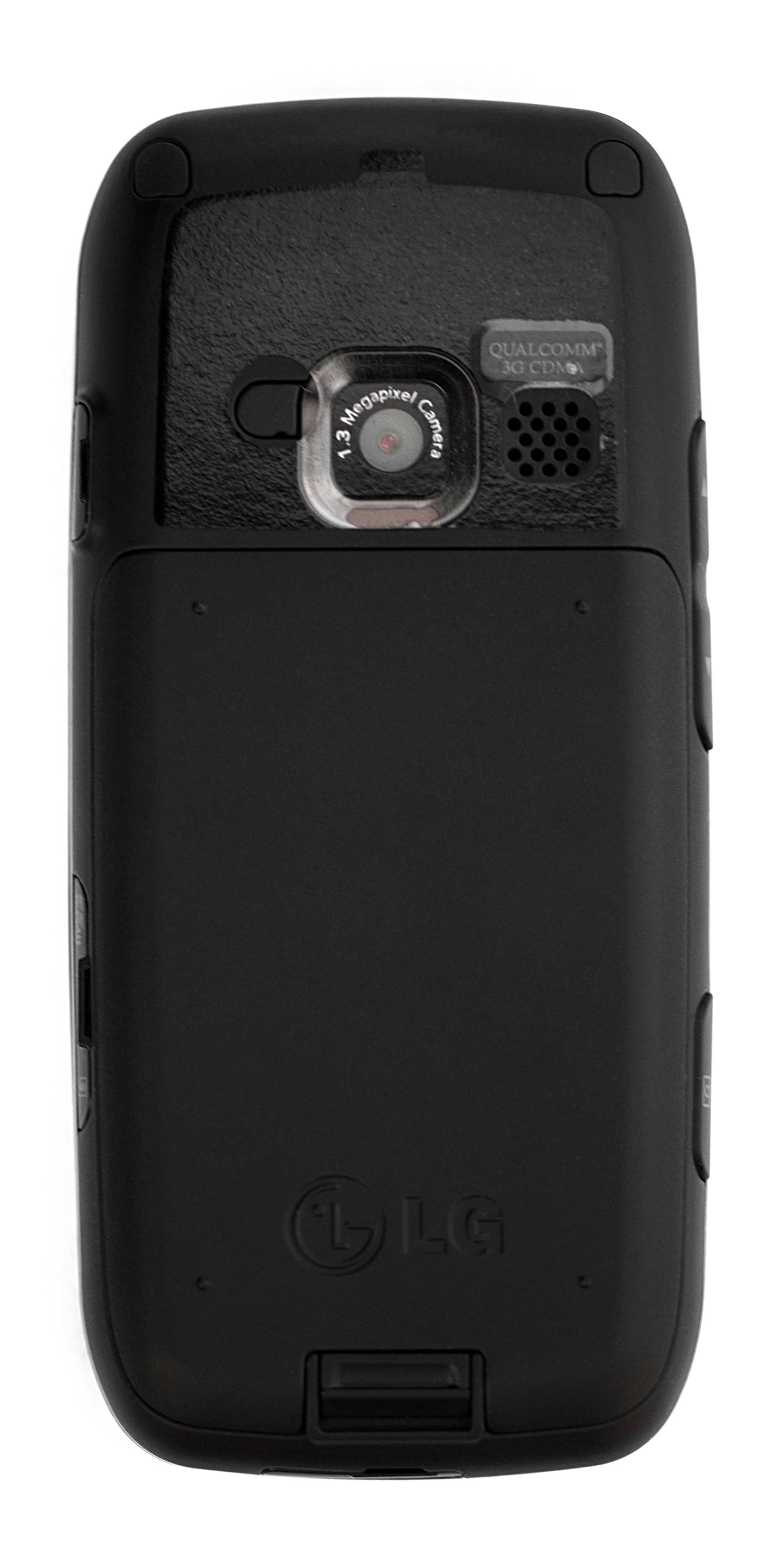